# Surinder Sunar
Surinder Sunar (Dhinpur (Punjab), 1 april 1959) is een in India geboren Engels professioneel pokerspeler. Hij won onder meer het  €10.000 Grand Prix de Paris - No Limit Hold'em-toernooi van World Poker Tour Rendez Vous a Paris 2004 (goed voor een hoofdprijs van $828.956,-) en het HFl 2.000 No Limit Hold'em-toernooi van de Master Classics of Poker 1993 (goed voor $22.046,-).
Sunar verdiende tot aan juni 2014 meer dan $4.650.000,- in pokertoernooien (cashgames niet meegerekend)

## Wapenfeiten
Sunar begon in 1987 met het winnen van geldprijzen met vier cijfers op pokertoernooien in Groot-Brittannië en de Verenigde Staten. De World Series of Poker 1990 waren de eerste waarop hij cashte, door er derde te worden in het $5.000 Pot Limit Omaha-toernooi (achter O'Neil Longson en winnaar Amarillo Slim), goed voor $35.500,-. Het was de eerste van een aantal geldprijzen die Sunar won op de World Series of Poker (WSOP) dat tijdens de World Series of Poker 2009 opliep tot boven de dertig. Elf bedragen daarvan verdiende hij aan een finaletafel, maar geen als winnaar. Het dichtste bij een WSOP-titel kwam hij op de World Series of Poker 1997, toen hij tweede werd in het $2.500 Omaha Pot Limit-toernooi (achter de Duitser Matthias Rohnacher) en op de World Series of Poker 2003, toen hij tweede werd in het $5.000 No Limit Hold'em-toernooi (achter Johnny Chan).
Sunar verdiende in april 2003 voor het eerst prijzengeld op de World Poker Tour (WPT). Hij werd toen 25e in het $25.000 Championship - No Limit Hold'em van het WPT Bellagio Five-Star World Poker Classic Championship in Las Vegas. In februari 2010 haalde Sunar voor de vijftiende keer geld op in een WPT-toernooi, toen hij 33e werd in het $10.000 No Limit Hold'em - Championship Event van de WPT L.A. Poker Classic. Zijn hoogtepunt beleefde hij in juli 2004, toen hij zijn eerste WPT-titel won. In de heads-up versloeg hij daarbij Tony G, die ondanks permanent verbaal treiteren en kleineren Sunar niet van zijn stuk kreeg.
Sunar cashte ook meer dan eens op de European Poker Tour (EPT), voor het eerst in september 2007. Hij eindigde toen als twaalfde in het £5.200 Main Event - No Limit Hold'em van The European Poker Championships tijdens de EPT Londen. Hij won ook EPT-geld in 2009, 2010 en 2011.

## Titels
Sunar won meer dan 25 toernooien die niet tot de WSOP, WPT of EPT behoren. Hieronder zijn:
- het £500 Omaha-toernooi van het Festival of Poker 1992 in London ($$40.671,-)
- het $500 No Limit Hold'em-toernooi van de Queens Poker Classic III 1993 ($72.000,-)
- het £1.000 British Open Main Event NLH van het Festival Of Poker 1993 ($64.649,-)
- het HFl 2.000 No Limit Hold'em-toernooi van de Master Classics of Poker 1993 ($22.046,-).
- het FF 10.000 No Limit Hold'em-toernooi van het Autumn Tournament 1995 in Parijs ($44.721,-)
- het $1.500 Pot Limit Hold'em-toernooi van de Hall of Fame Poker Classic 1995 in Las Vegas ($87.000,-)
- het £200 Pot Limit Omaha-toernooi van de European Poker Championships 2004 in Londen ($31.091,-)
- het €1.000 Pot Limit Omaha-toernooi van de Master Classics of Poker 2008 ($135.488,-)